# Senda de gloria
Senda de gloria é uma telenovela mexicana produzida por Ernesto Alonso para a Televisa e exibida pelo Canal de las Estrellas entre 23 de março e 2 de outubro de 1987. 
Foi protagonizada por Eduardo Yáñez, Julieta Rosen , Ignacio López Tarso e Blanca Sánchez, com atuações antagônicas de Roberto Vander, Rosita Arenas e Abel Salazar, as atuações estelares de Raúl Araiza Herrera, Roxana Chávez e Anabel Ferreira, Aarón Hernán, Norma Lazareno, Bruno Rey, Ramón Menéndez, Manuel López Ochoa e Delia Magaña.

## Elenco
- Eduardo Yáñez - Manuel Fortuna[1].
- Julieta Rosen - Andrea Álvarez
- Ignacio López Tarso - General Eduardo Álvarez
- Blanca Sánchez - Fernanda Álvarez
- Roxana Chávez - Julieta Álvarez
- Anabel Ferreira - Nora Álvarez
- Roberto Vander - James Van Hallen
- Guillermo Aguilar - Archibaldo Álvarez
- José Alonso - Héctor Álvarez
- Raúl Araiza - Padre Antonio Álvarez
- Javier Herranz - Felipe Álvarez
- Irma Dorantes - Carmen Álvarez
- Abel Salazar - General Rosario Talamantes
- Rosita Arenas - Mercedes
- Delia Magaña - Nana Nacha
- Arturo Benavides - Abundio
- Mario Casillas - Tony
- Ramón Menéndez - Venustiano Carranza
- Manuel Ojeda - Emiliano Zapata
- Guillermo Gil - Pancho Villa
- Salvador Sánchez - Adolfo de la Huerta
- Manuel López Ochoa - Plutarco Elías Calles
- Aarón Hernán - Pascual Ortiz Rubio
- Bruno Rey - Álvaro Obregón
- Rodrigo de la Mora - Emilio Fortes Gil
- Julio Monterde - Abelardo Rodríguez
- Héctor Sáez - José Vasconcelos
- Arturo Beristáin - Lázaro Cárdenas
- Ángel Aragón - Felipe Ángeles
- Antonio Medellín - Luis Morones
- Norma Lazareno - Angelina Beloff
- Miguel Palmer - Tomás Garrido Canabal
- Alejandro Ruiz - José León Toral
- Jorge Fegán - Luis Cabrera
- Rodolfo Solís - Jesús Guajardo
- César Castro - Miguel Alessio Robles
- Alfredo Gutiérrez - Pablo González
- Jorge Victoria - Ing. Ignacio Bonillas
- Raúl Valerio - Manuel Aguirre Berlanga
- Armando Chávez - Capitán Ruiz
- Sergio Zuani - Félix Díaz
- Marco Muñoz - Renato Álvarez
- Alberto Gavira - Don Lupe
- Javier Ruán - Fermín del Río
- Arturo Laphan - Joaquín Amaro
- Roberto D'Amico - General Francisco Roque Serrano
- Ricardo de Pascual - Julio Torri
- Juan José Gurrola - Diego Rivera
- Eduardo Alcaraz - Obispo Mora y del Río
- Miguel Gómez Checa - Obispo Pascual Díaz
- Héctor Flores - Padre Miguel Agustín Pro
- Gilberto Román - Víctor Iriarte
- Jorge Reynoso - Coronel Cristero
- Carlos González - Claudio Fox
- Armando Araiza - Gilberto
- César Sobrevals - Francisco José Mujica

## Prêmios e indicações

### TVyNovelas
| Categoria                 | Indicado(a)                                                 | Resultado |
| ------------------------- | ----------------------------------------------------------- | --------- |
| Melhor telenovela         | Ernesto Alonso                                              | Indicado  |
| Melhor atriz protagonista | Julieta Rosen                                               | Indicado  |
| Melhor ator protagonista  | Eduardo Yáñez                                               | Venceu    |
| Melhor atriz principal    | Blanca Sánchez                                              | Indicado  |
| Melhor ator principal     | Ignacio López Tarso                                         | Indicado  |
| Melhor tema de abertura   | Osni Cassab                                                 | Indicado  |
| Melhor produção           | Ernesto Alonso Lic. Miguel Alemán Velasco Lic. Pablo García | Venceu    |
| Melhor direção de cena    | Raúl Araiza                                                 | Venceu    |
| Melhor direção de câmeras | Jesús Acuña Lee                                             | Venceu    |